# Miroslav Čtvrtníček
Miroslav Čtvrtníček (3. listopadu 1931, Kralupy nad Vltavou - 19. června 2006) byl český fotbalový brankář. Slavný je i díky fotografii Stanislava Tereby, kde je zachycen během zápasu Sparty a ČH Bratislava, a která v roce 1959 vyhrála Grand Prix na světové výstavě novinářské fotografie v Haagu.

## Fotbalová kariéra
V československé lize hrál za Baník Kladno a Spartak Praha Sokolovo. Nastoupil ve 125 ligových utkáních. Za reprezentační B-tým nastoupil v 7 utkáních.

## Ligová bilance
| Ročník                                   | Zápasy | Góly | Klub                   |
| ---------------------------------------- | ------ | ---- | ---------------------- |
| Přebor československé republiky 1955     | -      | 0    | Baník Kladno           |
| 1. československá fotbalová liga 1956    | -      | 0    | Baník Kladno           |
| 1. československá fotbalová liga 1957/58 | -      | 0    | Baník Kladno           |
| 1. československá fotbalová liga 1957/58 | -      | 0    | Spartak Praha Sokolovo |
| 1. československá fotbalová liga 1958/59 | -      | 0    | Spartak Praha Sokolovo |
| 1. československá fotbalová liga 1959/60 | -      | 0    | Spartak Praha Sokolovo |
| 1. československá fotbalová liga 1960/61 | 10     | 0    | Spartak Praha Sokolovo |
| CELKEM                                   | 125    | 0    |                        |